# Mercedes Cup 2018 - Qualificazioni singolare
Le qualificazioni del singolare della Mercedes Cup 2018 sono state un torneo di tennis preliminare per accedere alla fase finale della manifestazione. I vincitori dell'ultimo turno sono entrati di diritto nel tabellone principale. In caso di ritiro di uno o più giocatori aventi diritto a questi sono subentrati i lucky loser, ossia i giocatori che hanno perso nell'ultimo turno ma che avevano una classifica più alta rispetto agli altri partecipanti che avevano comunque perso nel turno finale.

## Teste di serie
1. Michail Južnyj (qualificato)
2. Lukáš Lacko (primo turno)
3. Ruben Bemelmans (primo turno)
4. Denis Kudla (qualificato)

1. Matthias Bachinger (primo turno)
2. Andrej Martin (primo turno)
3. Viktor Galović (ultimo turno, Lucky loser)
4. Prajnesh Gunneswaran (qualificato)

## Qualificati
1. Michail Južnyj
2. Matteo Viola

1. Prajnesh Gunneswaran
2. Denis Kudla

### Lucky Loser
1. Viktor Galović

## Tabellone

### Legenda
| - Q = Qualificato - WC = Wild card - LL = Lucky loser | - ALT = Alternate - SE = Special Exempt - PR = Protected Ranking | - w/o = Walkover - r = Ritirato - d = Squalificato |

### Sezione 1
|  | Primo turno | Primo turno        | Primo turno        | Primo turno | Primo turno |  |  | Ultimo turno | Ultimo turno    | Ultimo turno    | Ultimo turno | Ultimo turno |  |
|  |             |                    |                    |             |             |  |  |              |                 |                 |              |              |  |
|  | 1           | Michail Južnyj     | Michail Južnyj     | 6           | 6           |  |  |              |                 |                 |              |              |  |
|  |             | David Guez         | David Guez         | 2           | 3           |  |  | 1            | Michail Južnyj  | Michail Južnyj  | 6            | 6            |  |
|  | PR          | Jahor Herasimaŭ    | Jahor Herasimaŭ    | 7           | 6           |  |  | PR           | Jahor Herasimaŭ | Jahor Herasimaŭ | 3            | 2            |  |
|  | 5           | Matthias Bachinger | Matthias Bachinger | 65          | 4           |  |  |              |                 |                 |              |              |  |

### Sezione 2
|  | Primo turno | Primo turno   | Primo turno   | Primo turno | Primo turno |  |  | Ultimo turno | Ultimo turno | Ultimo turno | Ultimo turno | Ultimo turno |  |
|  |             |               |               |             |             |  |  |              |              |              |              |              |  |
|  | 2           | Lukáš Lacko   | 7             | 5           | 1           |  |  |              |              |              |              |              |  |
|  | WC          | Tim Pütz      | 63            | 7           | 6           |  |  | WC           | Tim Pütz     | Tim Pütz     | 3            | 6(1)         |  |
|  |             | Matteo Viola  | Matteo Viola  | 6           | 6           |  |  |              | Matteo Viola | Matteo Viola | 6            | 7            |  |
|  | 6           | Andrej Martin | Andrej Martin | 4           | 3           |  |  |              |              |              |              |              |  |

### Sezione 3
|  | Primo turno | Primo turno          | Primo turno          | Primo turno | Primo turno |  |  | Ultimo turno | Ultimo turno         | Ultimo turno | Ultimo turno | Ultimo turno |  |
|  |             |                      |                      |             |             |  |  |              |                      |              |              |              |  |
|  | 3           | Ruben Bemelmans      | Ruben Bemelmans      | 5           | 64          |  |  |              |                      |              |              |              |  |
|  |             | Christian Harrison   | Christian Harrison   | 7           | 7           |  |  |              | Christian Harrison   | 3            | 6            | 3            |  |
|  |             | Evan King            | Evan King            | 1           | 4           |  |  | 8            | Prajnesh Gunneswaran | 6            | 4            | 6            |  |
|  | 8           | Prajnesh Gunneswaran | Prajnesh Gunneswaran | 6           | 6           |  |  |              |                      |              |              |              |  |

### Sezione 4
|  | Primo turno | Primo turno        | Primo turno        | Primo turno | Primo turno |  |  | Ultimo turno | Ultimo turno   | Ultimo turno | Ultimo turno | Ultimo turno |  |
|  |             |                    |                    |             |             |  |  |              |                |              |              |              |  |
|  | 4           | Denis Kudla        | Denis Kudla        | 7           | 6           |  |  |              |                |              |              |              |  |
|  |             | Jan Choinski       | Jan Choinski       | 64          | 3           |  |  | 4            | Denis Kudla    | 3            | 6            | 6            |  |
|  | WC          | Philipp Petzschner | Philipp Petzschner | 1           | 4           |  |  | 7            | Viktor Galović | 6            | 4            | 3            |  |
|  | 7           | Viktor Galović     | Viktor Galović     | 6           | 6           |  |  |              |                |              |              |              |  |